# Lista de episódios de Chicago Med
Chicago Med é um drama médico norte-americano que estreou na NBC em 17 de novembro de 2015. A série é focada no departamento de emergência do Gaffney Chicago Medical Center e em seus médicos e enfermeiras enquanto trabalham para salvar a vida dos pacientes. A sétima temporada estreou em 22 de setembro de 2021. A oitava temporada estreou em 21 de setembro de 2022. Em maio de 2025, a série foi renovada para uma décima primeira temporada.
Até 21 de maio de 2025, 198 episódios de Chicago Med foram ao ar, divididos em 10 temporadas.

## Resumo
| Temporada | Temporada | Episódios | Episódios | Originalmente exibido  | Originalmente exibido | Audiência | Audiência                           |
| Temporada | Temporada | Episódios | Episódios | Estreia da temporada   | Final da temporada    | Rank      | Média de visualizações (em milhões) |
| --------- | --------- | --------- | --------- | ---------------------- | --------------------- | --------- | ----------------------------------- |
|           | Piloto    | Piloto    | Piloto    | 7 de abril de 2015     | 7 de abril de 2015    | —         | 8.43                                |
|           | 1         | 18        | 18        | 17 de novembro de 2015 | 17 de maio de 2016    | 37        | 9.83                                |
|           | 2         | 23        | 23        | 22 de setembro de 2016 | 11 de maio de 2017    | 28        | 9.47                                |
|           | 3         | 20        | 20        | 21 de novembro de 2017 | 15 de maio de 2018    | 27        | 10.10                               |
|           | 4         | 22        | 22        | 26 de setembro de 2018 | 22 de maio de 2019    | 15        | 11.04                               |
|           | 5         | 20        | 20        | 25 de setembro de 2019 | 15 de abril de 2020   | 12        | 11.22                               |
|           | 6         | 16        | 16        | 11 de novembro de 2020 | 26 de maio de 2021    | 9         | 9.74                                |
|           | 7         | 22        | 22        | 22 de setembro de 2021 | 25 de maio de 2022    | 11        | 9.11                                |
|           | 8         | 22        | 22        | 21 de setembro de 2022 | 24 de maio de 2023    | 10        | 8.46                                |
|           | 9         | 13        | 13        | 17 de janeiro de 2024  | 22 de maio de 2024    | 11        | 8.07                                |
|           | 10        | 22        | 22        | 25 de setembro de 2024 | 21 de maio de 2025    | ASA       | ASA                                 |

## Episódios

### Episódio piloto (2015)
Para o episódio piloto, "Nº na série" e "Nº na temporada" referem-se ao lugar do episódio na ordem dos episódios da série originária Chicago Fire.
| N.º na série | N.º na temp. | Título                | Dirigido por  | Escrito por                                                                        | Exibição original  | Audiência (milhões) |
| ------------ | ------------ | --------------------- | ------------- | ---------------------------------------------------------------------------------- | ------------------ | ------------------- |
| 65           | 19           | "I Am the Apocalypse" | Joe Chappelle | História por : Dick Wolf & Matt Olmstead Roteiro por : Michael Brandt & Derek Haas | 7 de abril de 2015 | 8.43                |

### Temporada 1 (2015–16)
| N.º na série | N.º na temp. | Título         | Dirigido por       | Escrito por | Exibição original       | Audiência (milhões) |
| ------------ | ------------ | -------------- | ------------------ | --- | ----------------------- | ------------------- |
| 1            | 1            | "Derailed"     | Michael Waxman     | História por : Andrew Dettmann Roteiro por : Andrew Dettmann & Diane Frolov & Andrew Schneider                           | 17 de novembro de 2015  | 8.64                |
| 2            | 2            | "iNO"          | Fred Berner        | Stephen Hootstein | 24 de novembro de 2015  | 7.61                |
| 3            | 3            | "Fallback"     | Tara Nicole Weyr   | Simran Baidwan | 1 de dezembro de 2015   | 9.87                |
| 4            | 4            | "Mistaken"     | Donald Petrie      | Eli Talbert | 8 de dezembro de 2015   | 9.60                |
| 5            | 5            | "Malignant"    | Nick Gomez         | Jeff Drayer | 5 de janeiro de 2016    | 8.39                |
| 6            | 6            | "Bound"        | Michael Waxman     | Will Pascoe | 19 de janeiro de 2016   | 7.05                |
| 7            | 7            | "Saints"       | Jann Turner        | Mary Leah Sutton | 26 de janeiro de 2016   | 7.58                |
| 8            | 8            | "Reunion"      | Donald Petrie      | História por : David Weinstein Roteiro por : David Weinstein & Stephen Hootstein                                         | 2 de fevereiro de 2016  | 7.54                |
| 9            | 9            | "Choices"      | Jean de Segonzac   | Joshua Hale Fialkov | 9 de fevereiro de 2016  | 7.02                |
| 10           | 10           | "Clarity"      | Fred Berner        | Safura Fadavi | 16 de fevereiro de 2016 | 6.66                |
| 11           | 11           | "Intervention" | Sanford Bookstaver | História por : Jeff Drayer & Simran Baidwan Roteiro por : Jeff Drayer & Simran Baidwan & Diane Frolov & Andrew Schneider | 23 de fevereiro de 2016 | 6.64                |
| 12           | 12           | "Guilty"       | Holly Dale         | Mary Leah Sutton & Danny Weiss & Stephen Hootstein                                                                       | 29 de março de 2016     | 8.68                |
| 13           | 13           | "Us"           | Michael Waxman     | Diane Frolov & Andrew Schneider & Jeff Drayer                                                                            | 5 de abril de 2016      | 7.23                |
| 14           | 14           | "Hearts"       | Donald Petrie      | Liz Brixius | 19 de abril de 2016     | 8.16                |
| 15           | 15           | "Inheritance"  | Stephen Cragg      | Joseph Sousa | 26 de abril de 2016     | 9.00                |
| 16           | 16           | "Disorder"     | Ami Mann           | Eli Talbert | 3 de maio de 2016       | 7.62                |
| 17           | 17           | "Withdrawal"   | Fred Berner        | Jeff Drayer & Stephen Hootstein                                                                                          | 10 de maio de 2016      | 8.01                |
| 18           | 18           | "Timing"       | Michael Waxman     | Diane Frolov & Andrew Schneider                                                                                          | 17 de maio de 2016      | 7.86                |

### Temporada 2 (2016–17)
| N.º na série | N.º na temp. | Título                 | Dirigido por             | Escrito por | Exibição original       | Audiência (milhões) |
| ------------ | ------------ | ---------------------- | ------------------------ | --- | ----------------------- | ------------------- |
| 19           | 1            | "Soul Care"            | Arthur W. Forney         | Diane Frolov & Andrew Schneider                                                                                    | 22 de setembro de 2016  | 7.02                |
| 20           | 2            | "Win Loss"             | David Rodriguez          | Eli Talbert & Safura Fadavi                                                                                        | 29 de setembro de 2016  | 6.79                |
| 21           | 3            | "Natural History"      | Michael Waxman           | Stephen Hootstein & Danny Weiss                                                                                    | 6 de outubro de 2016    | 6.99                |
| 22           | 4            | "Brother's Keeper"     | Stephen Cragg            | Jeff Drayer & Joseph Sousa                                                                                         | 13 de outubro de 2016   | 6.83                |
| 23           | 5            | "Extreme Measures"     | Daisy von Scherler Mayer | Shelley Meals & Darin Goldberg                                                                                     | 20 de outubro de 2016   | 6.70                |
| 24           | 6            | "Alternative Medicine" | Eriq La Salle            | Diane Frolov & Andrew Schneider                                                                                    | 27 de outubro de 2016   | 7.11                |
| 25           | 7            | "Inherent Bias"        | Michael Waxman           | Stephen Hootstein & Danny Weiss                                                                                    | 3 de novembro de 2016   | 6.83                |
| 26           | 8            | "Free Will"            | Charles S. Carroll       | Jeff Drayer & Joseph Sousa                                                                                         | 10 de novembro de 2016  | 6.71                |
| 27           | 9            | "Uncharted Territory"  | Patrick Norris           | Eli Talbert & Safura Fadavi                                                                                        | 5 de janeiro de 2017    | 6.23                |
| 28           | 10           | "Heart Matters"        | Fred Berner              | Darin Goldberg & Shelley Meals                                                                                     | 12 de janeiro de 2017   | 6.87                |
| 29           | 11           | "Graveyard Shift"      | Alex Zakrzewski          | Diane Frolov & Andrew Schneider                                                                                    | 19 de janeiro de 2017   | 6.41                |
| 30           | 12           | "Mirror Mirror"        | Vincent Misiano          | Stephen Hootstein                                                                                                  | 2 de fevereiro de 2017  | 6.30                |
| 31           | 13           | "Theseus' Ship"        | Kenneth Johnson          | Jeff Drayer | 9 de fevereiro de 2017  | 6.07                |
| 32           | 14           | "Cold Front"           | Michael Waxman           | Diane Frolov & Andrew Schneider & Danny Weiss                                                                      | 16 de fevereiro de 2017 | 6.10                |
| 33           | 15           | "Lose Yourself"        | David Rodriguez          | Eli Talbert | 2 de março de 2017      | 8.82                |
| 34           | 16           | "Prisoner's Dilemma"   | Laura Belsey             | Joseph Sousa | 9 de março de 2017      | 6.29                |
| 35           | 17           | "Monday Mourning"      | Fred Berner              | História por : Jeff Drayer & Danny Weiss & Paul R. Puri Roteiro por : Jeff Drayer & Danny Weiss                    | 16 de março de 2017     | 7.35                |
| 36           | 18           | "Lesson Learned"       | Michael Pressman         | Safura Fadavi | 30 de março de 2017     | 6.01                |
| 37           | 19           | "Ctrl Alt"             | Valerie Weiss            | História por : Stephen Hootstein & Jason Cho Roteiro por : Stephen Hootstein                                       | 6 de abril de 2017      | 5.98                |
| 38           | 20           | "Generation Gap"       | Stephen Cragg            | Shelley Meals & Darin Goldberg                                                                                     | 13 de abril de 2017     | 6.16                |
| 39           | 21           | "Deliver Us"           | Holly Dale               | Jeff Drayer & Joseph Sousa                                                                                         | 27 de abril de 2017     | 6.04                |
| 40           | 22           | "White Butterflies"    | Eriq La Salle            | Stephen Hootstein & Eli Talbert                                                                                    | 4 de maio de 2017       | 6.40                |
| 41           | 23           | "Love Hurts"           | Michael Waxman           | História por : Diane Frolov & Andrew Schneider & Gabriel L. Feinberg Roteiro por : Diane Frolov & Andrew Schneider | 11 de maio de 2017      | 7.01                |

### Temporada 3 (2017–18)
| N.º na série | N.º na temp. | Título                    | Dirigido por               | Escrito por                                                       | Exibição original       | Audiência (milhões) |
| ------------ | ------------ | ------------------------- | -------------------------- | ----------------------------------------------------------------- | ----------------------- | ------------------- |
| 42           | 1            | "Speak Your Truth"        | Michael Waxman             | Diane Frolov & Andrew Schneider & Stephen Hootstein & Danny Weiss | 21 de novembro de 2017  | 6.19                |
| 43           | 2            | "Nothing to Fear"         | Charles S. Carroll         | Jeff Drayer & Joseph Sousa                                        | 28 de novembro de 2017  | 7.86                |
| 44           | 3            | "Trust Your Gut"          | Mark Tinker                | Eli Talbert & Safura Fadavi                                       | 5 de dezembro de 2017   | 6.62                |
| 45           | 4            | "Naughty or Nice"         | Daisy Von Scherler Mayer   | Daniel Sinclair & Danny Weiss                                     | 12 de dezembro de 2017  | 6.20                |
| 46           | 5            | "Mountains and Molehills" | Michael Waxman             | Stephen Hootstein & Meridith Friedman                             | 2 de janeiro de 2018    | 6.96                |
| 47           | 6            | "Ties That Bind"          | Valerie Weiss              | Diane Frolov & Andrew Schneider & Gabriel L. Feinberg             | 9 de janeiro de 2018    | 6.92                |
| 48           | 7            | "Over Troubled Water"     | Leon Ichaso                | Jeff Drayer & Jason Cho                                           | 16 de janeiro de 2018   | 7.88                |
| 49           | 8            | "Lemons and Lemonade"     | Jono Oliver                | Eli Talbert & Paul R. Puri                                        | 23 de janeiro de 2018   | 6.85                |
| 50           | 9            | "On Shaky Ground"         | Donald Petrie              | Joseph Sousa & Danny Weiss                                        | 6 de fevereiro de 2018  | 7.36                |
| 51           | 10           | "Down By Law"             | Michael Waxman             | Stephen Hootstein & Safura Fadavi                                 | 27 de fevereiro de 2018 | 7.27                |
| 52           | 11           | "Folie à Deux"            | David Rodriguez            | Diane Frolov & Andrew Schneider                                   | 6 de março de 2018      | 7.03                |
| 53           | 12           | "Born This Way"           | Lin Oeding                 | Jeff Drayer & Daniel Sinclair                                     | 20 de março de 2018     | 6.89                |
| 54           | 13           | "Best Laid Plans"         | Fred Berner                | Eli Talbert & Meridith Friedman                                   | 27 de março de 2018     | 5.81                |
| 55           | 14           | "Lock It Down"            | Salli Richardson-Whitfield | Diane Frolov & Andrew Schneider & Danny Weiss                     | 3 de abril de 2018      | 6.19                |
| 56           | 15           | "Devil in Disguise"       | Michael Pressman           | Stephen Hootstein & Joseph Sousa                                  | 10 de abril de 2018     | 6.51                |
| 57           | 16           | "An Inconvenient Truth"   | Charles Carroll            | Safura Fadavi & Meridith Friedman                                 | 17 de abril de 2018     | 6.31                |
| 58           | 17           | "The Parent Trap"         | Jono Oliver                | Jeff Drayer                                                       | 24 de abril de 2018     | 6.15                |
| 59           | 18           | "This Is Now"             | Charles Carroll            | Eli Talbert & Daniel Sinclair                                     | 1 de maio de 2018       | 5.84                |
| 60           | 19           | "Crisis of Confidence"    | Martha Mitchell            | Stephen Hootstein & Danny Weiss                                   | 8 de maio de 2018       | 5.85                |
| 61           | 20           | "The Tipping Point"       | Michael Waxman             | Diane Frolov & Andrew Schneider                                   | 15 de maio de 2018      | 5.62                |

### Temporada 4 (2018–19)
| N.º na série | N.º na temp. | Título                    | Dirigido por       | Escrito por                                                                                                | Exibição original       | Audiência (milhões) |
| ------------ | ------------ | ------------------------- | ------------------ | --- | ----------------------- | ------------------- |
| 62           | 1            | "Be My Better Half"       | Michael Waxman     | Diane Frolov & Andrew Schneider                                                                            | 26 de setembro de 2018  | 7.78                |
| 63           | 2            | "When to Let Go"          | Charles S. Carroll | Diane Frolov & Andrew Schneider & Danny Weiss                                                              | 3 de outubro de 2018    | 8.83                |
| 64           | 3            | "Heavy Is the Head"       | Michael Waxman     | Jeff Drayer                                                                                                | 10 de outubro de 2018   | 8.15                |
| 65           | 4            | "Backed Against the Wall" | Vincent Misiano    | Eli Talbert                                                                                                | 17 de outubro de 2018   | 7.71                |
| 66           | 5            | "What You Don't Know"     | Donald Petrie      | Stephen Hootstein                                                                                          | 24 de outubro de 2018   | 7.68                |
| 67           | 6            | "Lesser of Two Evils"     | Martha Mitchell    | Safura Fadavi & Meridith Friedman                                                                          | 31 de outubro de 2018   | 7.77                |
| 68           | 7            | "The Poison Inside Us"    | Milena Govich      | Jeff Drayer & Joseph Sousa                                                                                 | 7 de novembro de 2018   | 8.42                |
| 69           | 8            | "Play by My Rules"        | Valerie Weiss      | Eli Talbert & Daniel Sinclair                                                                              | 14 de novembro de 2018  | 7.53                |
| 70           | 9            | "Death Do Us Part"        | Fred Berner        | Stephen Hootstein & Paul R. Puri                                                                           | 5 de dezembro de 2018   | 7.91                |
| 71           | 10           | "All the Lonely People"   | Michael Waxman     | Diane Frolov & Andrew Schneider                                                                            | 9 de janeiro de 2019    | 8.54                |
| 72           | 11           | "Who Can You Trust"       | Charles S. Carroll | História por : Meridith Friedman Roteiro por : Safura Fadavi & Meridith Friedman                           | 16 de janeiro de 2019   | 8.51                |
| 73           | 12           | "The Things We Do"        | Carl Seaton        | Jeff Drayer & Danny Weiss                                                                                  | 23 de janeiro de 2019   | 9.41                |
| 74           | 13           | "Ghosts in the Attic"     | Michael Pressman   | História por : Stephen Hootstein & Joseph Sousa Roteiro por : Stephen Hootstein & Joseph Sousa & Jason Cho | 6 de fevereiro de 2019  | 9.37                |
| 75           | 14           | "Can't Unring That Bell"  | Lin Oeding         | Diane Frolov & Andrew Schneider and Daniel Sinclair                                                        | 13 de fevereiro de 2019 | 8.73                |
| 76           | 15           | "We Hold These Truths"    | Nicole Rubio       | Eli Talbert & Paul R. Puri                                                                                 | 20 de fevereiro de 2019 | 9.11                |
| 77           | 16           | "Old Flames, New Sparks"  | Elodie Keene       | História por : Safura Fadavi Roteiro por : Safura Fadavi & Meridith Friedman                               | 27 de fevereiro de 2019 | 8.48                |
| 78           | 17           | "The Space Between Us"    | Daniela De Carlo   | História por : Danny Weiss & Ryan Michael Johnson Roteiro por : Danny Weiss & Jeff Drayer                  | 27 de março de 2019     | 8.08                |
| 79           | 18           | "Tell Me the Truth"       | Vincent Misiano    | História por : Diane Frolov & Andrew Schneider Roteiro por : Andrew Schneider & Gabriel L. Feinberg        | 3 de abril de 2019      | 7.96                |
| 80           | 19           | "Never Let You Go"        | Charles S. Carroll | Stephen Hootstein & Joseph Sousa                                                                           | 24 de abril de 2019     | 7.89                |
| 81           | 20           | "More Harm Than Good"     | Milena Govich      | História por : Daniel Sinclair Roteiro por : Eli Talbert & Daniel Sinclair                                 | 8 de maio de 2019       | 7.80                |
| 82           | 21           | "Forever Hold Your Peace" | Charles S. Carroll | Safura Fadavi & Meridith Friedman                                                                          | 15 de maio de 2019      | 7.98                |
| 83           | 22           | "With a Brave Heart"      | Michael Waxman     | Diane Frolov & Andrew Schneider                                                                            | 22 de maio de 2019      | 7.55                |

### Temporada 5 (2019–20)
| N.º na série | N.º na temp. | Título                            | Dirigido por       | Escrito por                                                                         | Exibição original       | Audiência (milhões) |
| ------------ | ------------ | --------------------------------- | ------------------ | ----------------------------------------------------------------------------------- | ----------------------- | ------------------- |
| 84           | 1            | "Never Going Back to Normal"      | Michael Pressman   | Diane Frolov & Andrew Schneider                                                     | 25 de setembro de 2019  | 7.53                |
| 85           | 2            | "We're Lost in the Dark"          | Alex Chapple       | Jeff Drayer                                                                         | 2 de outubro de 2019    | 7.67                |
| 86           | 3            | "In the Valley of the Shadows"    | Charles S. Carroll | Stephen Hootstein                                                                   | 9 de outubro de 2019    | 7.47                |
| 87           | 4            | "Infection: Part II"              | Michael Pressman   | História por : Dick Wolf & Derek Haas Roteiro por : Diane Frolov & Andrew Schneider | 16 de outubro de 2019   | 8.93                |
| 88           | 5            | "Got a Friend in Me"              | John Polson        | Eli Talbert                                                                         | 23 de outubro de 2019   | 7.84                |
| 89           | 6            | "It's All in the Family"          | Nicole Rubio       | Safura Fadavi & Meridith Friedman                                                   | 30 de outubro de 2019   | 7.95                |
| 90           | 7            | "Who Knows What Tomorrow Brings"  | Jerry Levine       | Daniel Sinclair & Paul R. Puri                                                      | 6 de novembro de 2019   | 8.09                |
| 91           | 8            | "Too Close to the Sun"            | Michael Berry      | Joseph Sousa & Danny Weiss                                                          | 13 de novembro de 2019  | 7.43                |
| 92           | 9            | "I Can't Imagine the Future"      | Charles S. Carroll | Diane Frolov & Andrew Schneider                                                     | 20 de novembro de 2019  | 8.43                |
| 93           | 10           | "Guess It Doesn't Matter Anymore" | Mykelti Williamson | Stephen Hootstein & Gabriel L. Feinberg                                             | 8 de janeiro de 2020    | 7.46                |
| 94           | 11           | "The Ground Shifts Beneath Us"    | Martha Mitchell    | Safura Fadavi & Meridith Friedman                                                   | 15 de janeiro de 2020   | 8.45                |
| 95           | 12           | "Leave the Choice to Solomon"     | Milena Govich      | Jeff Drayer                                                                         | 22 de janeiro de 2020   | 8.44                |
| 96           | 13           | "Pain Is for the Living"          | Vincent Misiano    | Eli Talbert                                                                         | 5 de fevereiro de 2020  | 8.66                |
| 97           | 14           | "It May Not Be Forever"           | Elodie Keene       | Daniel Sinclair & Paul R. Puri                                                      | 12 de fevereiro de 2020 | 8.17                |
| 98           | 15           | "I Will Do No Harm"               | Vanessa Parise     | Joseph Sousa & Danny Weiss                                                          | 26 de fevereiro de 2020 | 8.61                |
| 99           | 16           | "Who Should Be the Judge"         | Alex Chapple       | Safura Fadavi                                                                       | 4 de março de 2020      | 8.31                |
| 100          | 17           | "The Ghosts of the Past"          | Michael Waxman     | Diane Frolov & Andrew Schneider                                                     | 18 de março de 2020     | 9.17                |
| 101          | 18           | "In the Name of Love"             | S.J. Main Muñoz    | Meridith Friedman                                                                   | 25 de março de 2020     | 9.60                |
| 102          | 19           | "Just a River in Egypt"           | Jean de Segonzac   | Jeff Drayer                                                                         | 8 de abril de 2020      | 9.07                |
| 103          | 20           | "A Needle in the Heart"           | Milena Govich      | Stephen Hootstein & Daniel Sinclair                                                 | 15 de abril de 2020     | 9.33                |

### Temporada 6 (2020–21)
| N.º na série | N.º na temp. | Título                                     | Dirigido por       | Escrito por                                                                                         | Exibição original       | Audiência (milhões) |
| ------------ | ------------ | ------------------------------------------ | ------------------ | --------------------------------------------------------------------------------------------------- | ----------------------- | ------------------- |
| 104          | 1            | "When Did We Begin to Change?"             | Michael Pressman   | Diane Frolov & Andrew Schneider                                                                     | 11 de novembro de 2020  | 7.83                |
| 105          | 2            | "Those Things Hidden in Plain Sight"       | John Polson        | Stephen Hootstein & Daniel Sinclair                                                                 | 18 de novembro de 2020  | 7.87                |
| 106          | 3            | "Do You Know the Way Home?"                | Mykelti Williamson | Jeff Drayer & Gabriel L. Feinberg                                                                   | 13 de janeiro de 2021   | 7.62                |
| 107          | 4            | "In Search of Forgiveness, Not Permission" | Milena Govich      | Eli Talbert & Paul R. Puri                                                                          | 27 de janeiro de 2021   | 7.20                |
| 108          | 5            | "When Your Heart Rules Your Head"          | Mykelti Williamson | Safura Fadavi & Meridith Friedman                                                                   | 3 de fevereiro de 2021  | 7.48                |
| 109          | 6            | "Don't Want to Face This Now"              | Milena Govich      | Melissa R. Byer & Treena Hancock                                                                    | 10 de fevereiro de 2021 | 7.29                |
| 110          | 7            | "Better Is the Enemy of Good"              | Charles S. Carroll | Diane Frolov & Andrew Schneider                                                                     | 17 de fevereiro de 2021 | 7.59                |
| 111          | 8            | "Fathers and Mothers, Daughters and Sons"  | John Polson        | Safura Fadavi & Meridith Friedman                                                                   | 10 de março de 2021     | 7.57                |
| 112          | 9            | "For the Want of A Nail"                   | S.J. Main Muñoz    | Stephen Hootstein & Daniel Sinclair                                                                 | 17 de março de 2021     | 7.09                |
| 113          | 10           | "So Many Things We've Kept Buried"         | Martha Mitchell    | Jeff Drayer & Paul R. Puri                                                                          | 31 de março de 2021     | 7.24                |
| 114          | 11           | "Letting Go Only to Come Together"         | S.J. Main Muñoz    | Eli Talbert & Gabriel L. Feinberg                                                                   | 7 de abril de 2021      | 6.88                |
| 115          | 12           | "Some Things Are Worth the Risk"           | Carl Weathers      | Melissa R. Byer & Treena Hancock                                                                    | 21 de abril de 2021     | 7.15                |
| 116          | 13           | "What A Tangled Web We Weave"              | Bethany Rooney     | História por : Safura Fadavi & Ryan Michael Johnson Roteiro por : Safura Fadavi & Meridith Friedman | 5 de maio de 2021       | 7.09                |
| 117          | 14           | "A Red Pill, a Blue Pill"                  | Michael Berry      | Stephen Hootstein & Daniel Sinclair                                                                 | 12 de maio de 2021      | 7.06                |
| 118          | 15           | "Stories, Secrets, Half-Truths and Lies"   | Michael Waxman     | Jeff Drayer                                                                                         | 19 de maio de 2021      | 6.62                |
| 119          | 16           | "I Will Come to Save You"                  | Michael Pressman   | Diane Frolov & Andrew Schneider                                                                     | 26 de maio de 2021      | 7.26                |

### Temporada 7 (2021–22)
| N.º na série | N.º na temp. | Título                                       | Dirigido por       | Escrito por | Exibição original       | Audiência (milhões) |
| ------------ | ------------ | -------------------------------------------- | ------------------ | --- | ----------------------- | ------------------- |
| 120          | 1            | "You Can't Always Trust What You See"        | Nicole Rubio       | Diane Frolov & Andrew Schneider                                                                                | 22 de setembro de 2021  | 6.81                |
| 121          | 2            | "To Lean In or To Let Go"                    | Oz Scott           | Safura Fadavi                                                                                                  | 29 de setembro de 2021  | 6.71                |
| 122          | 3            | "Be the Change You Want to See"              | Mykelti Williamson | Meridith Friedman                                                                                              | 6 de outubro de 2021    | 7.02                |
| 123          | 4            | "Status Quo (The Mess We're In)"             | Milena Govich      | Eli Talbert | 13 de outubro de 2021   | 6.94                |
| 124          | 5            | "Change Is a Tough Pill to Swallow"          | Nicole Rubio       | Jeff Drayer & Natalie Drayer                                                                                   | 20 de outubro de 2021   | 6.77                |
| 125          | 6            | "When You're a Hammer Everything's a Nail"   | Charles S. Carroll | Daniel Sinclair                                                                                                | 27 de outubro de 2021   | 6.80                |
| 126          | 7            | "A Square Peg in a Round Hole"               | Timothy Busfield   | Stephen Hootstein & Gabriel L. Feinberg                                                                        | 3 de novembro de 2021   | 6.67                |
| 127          | 8            | "Just as a Snake Sheds Its Skin"             | Michael Berry      | Safura Fadavi & Meridith Friedman                                                                              | 10 de novembro de 2021  | 6.46                |
| 128          | 9            | "Secret Santa Has a Gift for You"            | Nicole Rubio       | Diane Frolov & Andrew Schneider                                                                                | 8 de dezembro de 2021   | 6.59                |
| 129          | 10           | "No Good Deed Goes Unpunished... in Chicago" | Michael Pressman   | Eli Talbert & Ryan Michael Johnson                                                                             | 5 de janeiro de 2022    | 6.94                |
| 130          | 11           | "The Things We Thought We Left Behind"       | S.J. Main Muñoz    | Jeff Drayer & Natalie Drayer                                                                                   | 12 de janeiro de 2022   | 7.33                |
| 131          | 12           | "What You Don't Know Can't Hurt You"         | Tess Malone        | Stephen Hootstein & Daniel Sinclair                                                                            | 19 de janeiro de 2022   | 7.45                |
| 132          | 13           | "Reality Leaves a Lot to the Imagination"    | X. Dean Lim        | História por : Meridith Friedman & Lily Dahl Roteiro por : Meridith Friedman                                   | 23 de fevereiro de 2022 | 7.13                |
| 133          | 14           | "All the Things That Could Have Been"        | Jonathan Brown     | Diane Frolov & Andrew Schneider & Conor Patrick Hogan                                                          | 2 de março de 2022      | 7.05                |
| 134          | 15           | "Things Meant to Be Bent Not Broken"         | Afia Nathaniel     | Stephen Hootstein & Gabriel L. Feinberg                                                                        | 9 de março de 2022      | 7.05                |
| 135          | 16           | "May Your Choices Reflect Hope, Not Fear"    | Tess Malone        | História por : Eli Talbert & Mrittika "Mou" Sarin Roteiro por : Eli Talbert & Ryan Michael Johnson             | 16 de março de 2022     | 6.35                |
| 136          | 17           | "If You Love Someone, Set Them Free"         | Bethany Rooney     | Jeff Drayer & Natalie Drayer                                                                                   | 6 de abril de 2022      | 6.61                |
| 137          | 18           | "Judge Not, For You Will Be Judged"          | Nicole Rubio       | Safura Fadavi & Meridith Friedman                                                                              | 13 de abril de 2022     | 6.71                |
| 138          | 19           | "Like a Phoenix Rising from the Ashes"       | Timothy Busfield   | Stephen Hootstein & Daniel Sinclair                                                                            | 20 de abril de 2022     | 6.66                |
| 139          | 20           | "End of the Day, Anything Can Happen"        | Daniel Willis      | Eli Talbert & Gabriel L. Feinberg                                                                              | 11 de maio de 2022      | 6.37                |
| 140          | 21           | "Lying Doesn't Protect You from the Truth"   | Michael Pressman   | Jeff Drayer & Natalie Drayer                                                                                   | 18 de maio de 2022      | 6.24                |
| 141          | 22           | "And Now We Come to the End"                 | Nicole Rubio       | História por : Meridith Friedman & Lily Dahl Roteiro por : Diane Frolov & Andrew Schneider & Meridith Friedman | 25 de maio de 2022      | 6.43                |

### Temporada 8 (2022–23)
| N.º na série | N.º na temp. | Título                                                  | Dirigido por         | Escrito por | Exibição original       | Audiência (milhões) |
| ------------ | ------------ | ------------------------------------------------------- | -------------------- | --- | ----------------------- | ------------------- |
| 142          | 1            | "How Do You Begin to Count the Losses"                  | Michael Pressman     | Diane Frolov & Andrew Schneider                                                                                   | 21 de setembro de 2022  | 6.59                |
| 143          | 2            | "(Caught Between) The Wrecking Ball and the Butterfly"  | Nicole Rubio         | História por : Stephen Hootstein & Danny Weiss Roteiro por : Stephen Hootstein                                    | 28 de setembro de 2022  | 6.49                |
| 144          | 3            | "Winning the Battle, but Still Losing the War"          | Charles Carroll      | História por : Meridith Friedman & Gabrielle Fulton Ponder Roteiro por : Meridith Friedman & Ryan Michael Johnson | 5 de outubro de 2022    | 6.75                |
| 145          | 4            | "The Apple Doesn't Fall Far from the Teacher"           | Nicole Rubio         | Daniel Sinclair                                                                                                   | 12 de outubro de 2022   | 6.58                |
| 146          | 5            | "Yep, This is the World We Live In"                     | X. Dean Lim          | Eli Talbert | 19 de outubro de 2022   | 6.88                |
| 147          | 6            | "Mamma Said There Would Be Days Like This"              | Tim Busfield         | Gabriel L. Feinberg & Lily Dahl                                                                                   | 2 de novembro de 2022   | 6.58                |
| 148          | 7            | "The Clothes Make the Man... Or Do They?"               | Anthony Nardolillo   | Stephen Hootstein & Danny Weiss                                                                                   | 9 de novembro de 2022   | 5.98                |
| 149          | 8            | "Everyone's Fighting a Battle You Know Nothing About"   | Jonathan Brown       | Meridith Friedman & Gabrielle Fulton Ponder                                                                       | 16 de novembro de 2022  | 6.73                |
| 150          | 9            | "This Could Be the Start of Something New"              | Nicole Rubio         | Diane Frolov & Andrew Schneider                                                                                   | 7 de dezembro de 2022   | 6.64                |
| 151          | 10           | "A Little Change Might Do Some Good"                    | Bethany Rooney       | Daniel Sinclair & Ryan Michael Johnson                                                                            | 4 de janeiro de 2023    | 6.76                |
| 152          | 11           | "It Is What It Is, Until It Isn't"                      | Benny Boom           | História por : Conor Patrick Hogan Roteiro por : Eli Talbert                                                      | 11 de janeiro de 2023   | 6.80                |
| 153          | 12           | "We All Know What They Say About Assumptions"           | Carl Weathers        | Gabriel L. Feinberg & Lily Dahl                                                                                   | 18 de janeiro de 2023   | 6.95                |
| 154          | 13           | "It's an Ill Wind That Blows Nobody Good"               | Afia Nathaniel       | Stephen Hootstein & Danny Weiss                                                                                   | 15 de fevereiro de 2023 | 6.74                |
| 155          | 14           | "On Days Like Today... Silver Linings Become Lifelines" | Nicole Rubio         | Meridith Friedman & Gabrielle Fulton Ponder                                                                       | 22 de fevereiro de 2023 | 6.52                |
| 156          | 15           | "Those Times You Have to Cross the Line"                | Milena Govich        | Daniel Sinclair & Ryan Michael Johnson                                                                            | 1 de março de 2023      | 6.57                |
| 157          | 16           | "What You See Isn't Always What You Get"                | Tim Busfield         | Eli Talbert & Danny Weiss                                                                                         | 22 de março de 2023     | 6.60                |
| 158          | 17           | "Know When to Hold and When to Fold"                    | Brian Tee            | Gabriel L. Feinberg & Lily Dahl                                                                                   | 29 de março de 2023     | 6.57                |
| 159          | 18           | "I Could See the Writing on the Wall"                   | Oz Scott             | Meridith Friedman & Gabrielle Fulton Ponder                                                                       | 5 de abril de 2023      | 6.40                |
| 160          | 19           | "Look Closely and You Might Hear the Truth"             | Tess Malone          | Stephen Hootstein & Daniel Sinclair                                                                               | 3 de maio de 2023       | 5.85                |
| 161          | 20           | "The Winds of Change Are Starting to Blow"              | Nikki Taylor-Roberts | Eli Talbert & Danny Weiss                                                                                         | 10 de maio de 2023      | 5.45                |
| 162          | 21           | "Might Feel Like It's Time for a Change"                | Bethany Rooney       | Meridith Friedman & Ryan Michael Johnson                                                                          | 17 de maio de 2023      | 5.61                |
| 163          | 22           | "Does One Door Close and Another One Open?"             | Nicole Rubio         | Diane Frolov & Andrew Schneider                                                                                   | 24 de maio de 2023      | 5.55                |

### Temporada 9 (2024)
| N.º na série | N.º na temp. | Título                                              | Dirigido por       | Escrito por                                                                    | Exibição original       | Audiência (milhões) |
| ------------ | ------------ | --------------------------------------------------- | ------------------ | ------------------------------------------------------------------------------ | ----------------------- | ------------------- |
| 164          | 1            | "Row Row Row Your Boat on a Rocky Sea"              | Anna Dokoza        | Diane Frolov & Andrew Schneider                                                | 17 de janeiro de 2024   | 6.93                |
| 165          | 2            | "This Town ain't Big Enough for the Both of Us"     | Tess Malone        | História por : Stephen Hootstein & Danny Weiss Roteiro por : Stephen Hootstein | 24 de janeiro de 2024   | 6.61                |
| 166          | 3            | "What Happens in the Dark Always Comes to Light"    | Anthony Nardolillo | Meridith Friedman                                                              | 31 de janeiro de 2024   | 6.62                |
| 167          | 4            | "These Are Not the Droids You Are Looking For"      | Sharon Lewis       | Eli Talbert                                                                    | 7 de fevereiro de 2024  | 6.45                |
| 168          | 5            | "I Make a Promise, I Will Never Leave You"          | Anna Dokoza        | Diane Frolov & Andrew Schneider                                                | 21 de fevereiro de 2024 | 6.30                |
| 169          | 6            | "I Told Myself That I Was Done With You"            | Michael Pressman   | Gabriel L. Feinberg & Ryan Michael Johnson                                     | 28 de fevereiro de 2024 | 6.37                |
| 170          | 7            | "Step on a Crack and Break Your Mother's Back"      | Gonzalo Amat       | Danny Weiss & Lily Dahl                                                        | 20 de março de 2024     | 6.32                |
| 171          | 8            | "A Penny for Your Thoughts, Dollar for Your Dreams" | Joanna Kerns       | Teleplay by : Stephen Hootstein Story by : Stephen Hootstein & Eli Jarmel      | 27 de março de 2024     | 6.03                |
| 172          | 9            | "Spin A Yarn, Get Stuck In Your Own String"         | Anna Dokoza        | Teleplay by : Meridith Friedman Story by : Meridith Friedman & Ashley Bower    | 3 de abril de 2024      | 6.36                |
| 173          | 10           | ""You Might Just Find You Get What You Need""       | Bethany Rooney     | Eli Talbert                                                                    | 1ª de maio de 2024      | 5.61                |
| 174          | 11           | "I Think There is Something You're Not Telling Me"  | Brian Tee          | Gabriel L. Feinberg & Ryan Michael Johnson                                     | 8 de maio de 2024       | 5.65                |
| 175          | 12           | "Get By With a Little Help From My Friends"         | Jonathan Brown     | Danny Weiss & Lily Dahl                                                        | 15 de maio de 2024      | 5.49                |
| 176          | 13           | "I Think I Know You, but Do I Really"               | Anna Dokoza        | Diane Frolov & Andrew Schneider                                                | 22 de maio de 2024      | 5.49                |

### Temporada 10 (2024–25)
| N.º na série | N.º na temp. | Título                          | Dirigido por       | Escrito por                        | Exibição original       | Audiência (milhões) |
| ------------ | ------------ | ------------------------------- | ------------------ | ---------------------------------- | ----------------------- | ------------------- |
| 177          | 1            | "Sink Or Swim"                  | Anna Dokoza        | Allen MacDonald                    | 25 de setembro de 2024  | 5.46                |
| 178          | 2            | "Bite Your Tongue"              | Anthony Nardolillo | Stephen Hootstein                  | 2 de outubro de 2024    | 5.51                |
| 179          | 3            | "Trust Fall"                    | Tess Malone        | Lauren Mackenzie & Andrew Gettens  | 9 de outubro de 2024    | 5.33                |
| 180          | 4            | "Blurred Lines"                 | Gonzalo Amat       | Meridith Friedman                  | 16 de outubro de 2024   | 5.44                |
| 181          | 5            | "Bad Habits"                    | Anna Dokoza        | Danny Weiss                        | 23 de outubro de 2024   | 6.04                |
| 182          | 6            | "Forget Me Not"                 | Michael Pressman   | Lauren Glover                      | 6 de novembro de 2024   | 6.00                |
| 183          | 7            | "Family Matters"                | Bethany Rooney     | Ryan Michael Johnson               | 13 de novembro de 2024  | 5.97                |
| 184          | 8            | "Love Will Tear Us Apart"       | Lee Friedlander    | Deanna Shumaker                    | 20 de novembro de 2024  | 5.86                |
| 185          | 9            | "No Love Lost"                  | Cherie Nowlan      | Ashley Bower & Eli Jarmel          | 8 de janeiro de 2025    | 6.16                |
| 186          | 10           | "Broken Hearts"                 | Edward Ornelas     | Andrew Gettens & Lauren Mackenzie  | 22 de janeiro de 2025   | 6.02                |
| 187          | 11           | "In the Trenches: Part II"      | Anna Dokoza        | Stephen Hootstein                  | 29 de janeiro de 2025   | 6.54                |
| 188          | 12           | "In The Wake"                   | Sharon Lewis       | Meridith Friedman                  | 5 de fevereiro de 2025  | 6.27                |
| 189          | 13           | "Take a Look in the Mirror"     | Andi Behring       | Danny Weiss                        | 19 de fevereiro de 2025 | 6.28                |
| 190          | 14           | "Acid Test"                     | Brian Tee          | Lauren Glover                      | 26 de fevereiro de 2025 | 5.95                |
| 191          | 15           | "Down in a Hole"                | Anna Dokoza        | Allen MacDonald                    | 5 de março de 2025      | 5.80                |
| 192          | 16           | "Poster Child"                  | Anthony Nardolillo | Conor Patrick Hogan, Dylan Johnson | 26 de março de 2025     | 5.91                |
| 193          | 17           | "The Book of Archer"            | Olenka Denysenko   | Deanna Shumaker                    | 2 de abril de 2025      | 5.69                |
| 194          | 18           | "Together One Last Time""       | Joanna Kerns       | Ryan Michael Johnson               | 16 de abril de 2025     | 5.60                |
| 195          | 19           | "The Stories We Tell Ourselves" | Tess Malone        | Meridith Friedman                  | 23 de abril de 2025     | 5.38                |
| 196          | 20           | "Invisible Hand"                | Anna Dokoza        | Stephen Hootstein                  | 7 de maio de 2025       | 5.37                |
| 197          | 21           | "Baby Mine"                     | Gonzalo Amat       | Lauren Mackenzie & Andrew Gettens  | 14 de maio de 2025      | 5.17                |
| 198          | 22           | ""...Don't You Cry""            | Anna Dokoza        | Allen MacDonald                    | 21 de maio de 2025      | 5.80                |

## Audiência
| Temporada | Temporada | Ep. 1 | Ep. 2 | Ep. 3 | Ep. 4 | Ep. 5 | Ep. 6 | Ep. 7 | Ep. 8 | Ep. 9 | Ep. 10 | Ep. 11 | Ep. 12 | Ep. 13 | Ep. 14 | Ep. 15 | Ep. 16 | Ep. 17 | Ep. 18 | Ep. 19 | Ep. 20 | Ep. 21 | Ep. 22 | Ep. 23 |
| --------- | --------- | ----- | ----- | ----- | ----- | ----- | ----- | ----- | ----- | ----- | ------ | ------ | ------ | ------ | ------ | ------ | ------ | ------ | ------ | ------ | ------ | ------ | ------ | ------ |
|           | 1         | 8.64  | 7.61  | 9.87  | 9.60  | 8.39  | 7.05  | 7.58  | 7.54  | 7.02  | 6.66   | 6.64   | 8.68   | 7.23   | 8.16   | 9.00   | 7.62   | 8.01   | 7.86   | N/A    | N/A    | N/A    | N/A    | N/A    |
|           | 2         | 7.02  | 6.79  | 6.99  | 6.83  | 6.70  | 7.11  | 6.83  | 6.71  | 6.23  | 6.87   | 6.41   | 6.30   | 6.07   | 6.10   | 8.82   | 6.29   | 7.35   | 6.01   | 5.98   | 6.16   | 6.04   | 6.40   | 7.01   |
|           | 3         | 6.19  | 7.86  | 6.62  | 6.20  | 6.96  | 6.92  | 7.88  | 6.85  | 7.36  | 7.27   | 7.03   | 6.89   | 5.81   | 6.19   | 6.51   | 6.31   | 6.15   | 5.84   | 5.85   | 5.62   | N/A    | N/A    | N/A    |
|           | 4         | 7.78  | 8.83  | 8.15  | 7.71  | 7.68  | 7.77  | 8.42  | 7.53  | 7.91  | 8.54   | 8.51   | 9.41   | 9.37   | 8.73   | 9.11   | 8.48   | 8.08   | 7.96   | 7.89   | 7.80   | 7.98   | 7.55   | N/A    |
|           | 5         | 7.53  | 7.67  | 7.47  | 8.93  | 7.84  | 7.95  | 8.09  | 7.43  | 8.43  | 7.46   | 8.45   | 8.44   | 8.66   | 8.17   | 8.61   | 8.31   | 9.17   | 9.60   | 9.07   | 9.33   | N/A    | N/A    | N/A    |
|           | 6         | 7.83  | 7.87  | 7.62  | 7.20  | 7.48  | 7.29  | 7.59  | 7.57  | 7.09  | 7.24   | 6.88   | 7.15   | 7.09   | 7.06   | 6.62   | 7.26   | N/A    | N/A    | N/A    | N/A    | N/A    | N/A    | N/A    |
|           | 7         | 6.81  | 6.71  | 7.02  | 6.94  | 6.77  | 6.80  | 6.67  | 6.46  | 6.59  | 6.94   | 7.33   | 7.45   | 7.13   | 7.05   | 7.05   | 6.35   | 6.61   | 6.71   | 6.66   | 6.37   | 6.24   | 6.43   | N/A    |
|           | 8         | 6.59  | 6.49  | 6.75  | 6.58  | 6.88  | 6.58  | 5.98  | 6.73  | 6.64  | 6.76   | 6.80   | 6.95   | 6.74   | 6.52   | 6.57   | 6.60   | 6.57   | 6.40   | 5.85   | 5.45   | 5.61   | 5.55   | N/A    |
|           | 9         | 6.93  | 6.61  | 6.62  | 6.45  | 6.39  | 6.37  | 6.32  | 6.03  | 6.35  | 5.60   | 5.65   | 5.48   | 5.48   | N/A    | N/A    | N/A    | N/A    | N/A    | N/A    | N/A    | N/A    | N/A    | N/A    |
|           | 10        | 5.46  | 5.51  | 5.33  | 5.44  | 6.04  | 6.00  | 5.97  | 5.86  | 6.16  | 6.02   | 6.54   | 6.27   | 6.28   | 5.95   | 5.80   | 5.91   | 5.69   | 5.60   | 5.38   | 5.37   | 5.17   | 5.80   | N/A    |